# Subconsumo
O subconsumo é uma teoria da economia que descreve recessões e estagnações como fruto da demanda de consumo baixa ou inadequada. Em outras palavras, a existência de uma superprodução e superinvestimento em um período de crise de demanda. Esta teoria serviu de base para o desenvolvimento da economia keynesiana e da teoria da demanda agregada, que é a demanda total de bens e serviços num período.
A teoria do subconsumo refere-se à economia heterodoxa na Grã-Bretanha no século XIX, particularmente a partir de 1815, que a teoria do subconsumo teve um avanço e rejeitou a economia clássica na forma do modelo ricardiano.  Com isso, os economistas não se unificaram e a teoria econômica principal da época rejeitou este movimento.
Quem foi responsável por colocar a teoria do subconsumo em pautas principais, foi o economista John Maynard Keynes que desenvolveu pensamentos dessa teoria em suas obras, como em seu livro Teoria Geral do Emprego, do Juro e da Moeda publicado em 1936.
O subconsumo é um conceito bem antigo na economia, sendo visto no texto mercantilista francês de 1598 Les Trésors et richesses pour mettre l'Estat en Splendeur (Os tesouros e as riquezas para por o estado em esplendor) de Barthélemy de Laffemas, se não até antes.  
O conceito de subconsumo foi repetidamente usado como parte para criticar a lei de say que discorre sobre o equilíbrio entre oferta e demanda, e a teoria do subconsumo discorda da forma como ocorre este equilíbrio. Depois disso a teoria do subconsumo foi amplamente substituída pela economia keynesiana, que aponta uma explicação mais completa do fracasso da demanda agregada em atingir o produto potencial, ou seja o nível de produção equivalente ao pleno emprego, na qual uma das explicações de Keynes para este problema, é a propensão a poupar nessas condições de pleno emprego uma somas superiores ao valor de capital requerido, impedindo a existência e permanência do pleno emprego, sendo isso um caso de erro de previsão. 
Uma das primeiras teorias diz que, como os trabalhadores recebem um valor menor do que o que eles de fato produzem, eles não podem comprar de volta tanto quanto eles produzem. Assim, sempre haverá demanda inadequada pelo produto. Podendo complementar a outros pensamentos, o fato de os detentores de maior renda, não usarem seu dinheiro para o consumo e sim para poupança, gerando um desequilíbrio ainda maior na balança entre demanda e consumo agregados. 
Outra teoria desenvolvida e por partes apoiada por Keynes, é a questão da poupança, na qual como a renda vai sempre em maior quantidade aos mais ricos, o ato de entesourar aquela renda traria uma imensa diminuição na demanda agregada. Sendo assim, o ato de poupar em exagero, traria crises econômicas.

## Teoria
No livro em inglês "“Underconsumption Theories”" de 1976 escrito por Michael Bleaney, o autor definiu dois elementos principais da teoria clássica do subconsumo (pré-keynesiana). Primeiro, a única fonte de recessão, estagnação e outras falhas de demanda agregada era a demanda inadequada do consumidor, como um dos fatores decisivos, os trabalhadores ganharem menos do que produzem. Em segundo lugar, uma economia capitalista tende a um estado de depressão persistente por causa do primeiro fator. Assim, o subconsumo não é visto como parte dos ciclos de negócios tanto quanto as outras questões do cenário econômico. A teoria marxista de tendência de queda da taxa de lucro tem uma crença semelhante ao estado natural, mas faz oposição à teoria do subconsumo.

### Keynesiana
A economia keynesiana moderna substituiu amplamente as teorias do subconsumo, mostrando falhas e algumas melhorias em seu livro. A queda na demanda do consumidor para ele não precisa necessariamente causar uma recessão econômica, uma vez que outras partes da demanda agregada podem aumentar para neutralizar esse efeito, mas caso haja um cenário de superprodução na qual ocorre um investimento desvantajoso que que não engajem o consumo pode ser o possível estopim. Os exemplos de bons investimentos nesses cenários são os fixos privados em fabricas, máquinas e habitação, compras governamentais de bens e serviços e exportações. Além disso, poucos economistas acreditam que a estagnação persistente é o estado normal que tende uma economia capitalista indo de confronto a teoria marxista. Mas é possível que na economia keynesiana que a queda de consumo devido a vários fatores como salários reais baixos e decrescentes possam causar uma recessão ou agravar uma estagnação.  

### Marxismo
Frequentemente, afirma-se que a posição de Marx em relação ao subconsumo é ambivalente. Por um lado, ele escreveu que "a última causa de todas as crises reais sempre permanece a pobreza e o consumo restrito das massas, em comparação com a tendência da produção capitalista de desenvolver as forças produtivas de tal forma que apenas o poder absoluto de consumo de toda a sociedade seria o seu limite.
No entanto, no Volume II de “O Capital”,ele fornece a seguinte crítica à teoria subconsumista: "É pura redundância dizer que as crises são produzidas pela falta de consumo pagante ou de consumidores pagantes. O sistema capitalista reconhece apenas consumidores pagantes, com exceção daqueles que recebem apoio da lei pobre ou os 'vigaristas'. Quando as mercadorias são invendáveis, significa simplesmente que não há compradores ou consumidores para elas. Quando as pessoas tentam dar a essa redundância uma aparência de algum significado mais profundo, dizendo que a classe trabalhadora não recebe o suficiente de seu próprio produto e que o mal seria dissipado imediatamente se recebesse uma parcela maior, ou seja, se seus salários fossem aumentados, tudo o que se poderia dizer é que as crises são invariavelmente precedidas de períodos em que os salários em geral aumentam e a classe trabalhadora recebe uma parcela relativamente maior do produto anual. Do ponto de vista desses valorosos defensores do ‘simples bom senso’, tais períodos deveriam evitar o surgimento de crises. Pareceria, portanto, que a produção capitalista inclui condições que independem de boa ou má vontade. “ Marx argumentou que a fonte primária da crise capitalista não estava localizada no reino do consumo, mas sim na produção. Em geral, como Anwar Shaikh argumentou, a produção cria a base para o consumo, porque coloca o poder de compra nas mãos dos trabalhadores e companheiros capitalistas. Para produzir qualquer coisa, o capitalista individual deve comprar máquinas (bens de capital) e empregar trabalhadores.
Ainda na obra “O Capital”, no volume III, parte III, Marx apresenta uma teoria da crise que está solidamente fundamentada nas contradições que ele vê no reino da produção capitalista: a tendência de queda da taxa de lucro. Ele argumenta que, à medida que os capitalistas competem entre si, eles se esforçam para substituir os trabalhadores humanos por máquinas. Isso levanta o que Marx chamou de "composição orgânica do capital". No entanto, o lucro capitalista é baseado em trabalho vivo, não "morto". Assim, à medida que a composição orgânica do capital aumenta, a taxa de lucro tende a cair. Eventualmente, isso causará uma queda na massa de lucro, dando lugar ao declínio e a crise.
Muitos defensores da economia marxista rejeitam as teorias da estagnação do subconsumo. No entanto, o economista marxista James Devine apontou dois papéis possíveis para o subconsumo no ciclo de negócios e as origens da Grande Depressão da década de 1930.
Primeiro, ele interpreta a dinâmica da economia dos EUA na década de 1920 como sendo de superinvestimento em relação à demanda. Salários estagnados (em relação a produtividade do trabalho) significam que os gastos de consumo da classe trabalhadora também estagnam. Conforme observado acima, isso não significa que a economia como um todo deva residir no porão econômico. Na década de 1920, o investimento fixo privado disparou, assim como o "consumo de luxo" dos capitalistas, impulsionado por altos lucros e expectativas otimistas. Algum crescimento do consumo da classe trabalhadora ocorreu, mas correspondeu ao aumento do endividamento. Em teoria, o governo e os setores estrangeiros também poderiam ter contrabalançado a estagnação, mas isso não aconteceu naquela época. O problema com esse tipo de “boom” econômico é que ele se torna cada vez mais instável, como uma bolha que afeta o mercado financeiro. Por fim, em 1929, o “boom” de superinvestimento acabou, deixando capacidade industrial e obrigações de dívida não utilizadas, desencorajando a recuperação imediata. No final dos anos 1960, os EUA viram um "superinvestimento em relação à oferta", no qual a acumulação abundante atrai para cima os salários e os custos das matérias-primas, deprimindo a taxa de lucro do lado da oferta.
Em segundo lugar, uma vez ocorrida uma recessão (por exemplo, 1931-1933), o investimento privado pode ser bloqueado por dívidas, capacidade não utilizada, expectativas pessimistas e crescente agitação social. Nesse caso, os capitalistas tentam aumentar suas taxas de lucro cortando salários e aumentando a produtividade do trabalho (acelerando a produção). O problema é que, embora isso possa ser racional para o indivíduo, é irracional para a classe capitalista como um todo. O corte de salários em relação à produtividade diminui a demanda do consumidor em relação ao produto potencial. Com outras fontes de demanda bloqueadas, isso realmente prejudica a lucratividade. Devine denomina esse problema de "armadilha do subconsumo".

## História

### Século XVI ao século XVIII – Mercantilismo
A Teoria do Subconsumo data da teoria econômica anterior ao mercantilismo, e têm-se que a história inicial do subconsumo é dada em “Mercantilismo por Eli Heckscher“. Na visão do autor, O subconsumo era uma pequena parte da teoria mercantilista, o que foi discutido por vários autores.
A primeira referência feita foi a Barthélemy de Laffemas, que em 1598 em “Os tesouros e riquezas para colocar o estado no esplendor ", denunciou os opositores ao uso de sedas francesas com o fundamento de que “todos os compradores de bens de luxo franceses criam um meio de vida para os pobres , ao passo que o avarento os fez morrer em perigo ". Vários outros autores do século XVII, ingleses, alemães e franceses, afirmaram sentimentos semelhantes, que Heckscher resume como:
"a crença arraigada na utilidade do luxo e no mal da parcimônia. A parcimônia, de fato, era considerada a causa do desemprego, e por duas razões: em primeiro lugar, porque se acreditava que a renda real diminuía com o montante de dinheiro que não entrou em troca e, em segundo lugar, porque se acreditava que economizar retirava dinheiro de circulação".
A “Fábula das Abelhas”, de Bernard Mandeville, de 1714, foi creditada por Keynes como a exposição mais popular do subconsumo de sua época. Causou grande alvoroço, pois foi vista como um ataque às virtudes cristãs, especificamente um ataque à temperança, de que o subconsumo não foi mencionado em "círculos respeitáveis" por outro século, até que foi criado em Malthus.

### Século XIX
Malthus dedicou um capítulo de “Princípios” (1836) à teoria do subconsumo, que foi refutada por David Ricardo, em suas “Notas sobre Malthus”, e cujo debate continuou em correspondência privada.
Malthus foi creditado por Keynes como um antecessor, isso por causa das suas visões sobre a demanda efetiva. Porém, ao contrário de Mathus, Keynes não creditou a existência de outros proponentes do subconsumo. Afirmou, por sua vez, que Ricardo "conquistou" a economia inglesa. Isso agora é entendido como falso, pois outros proponentes britânicos do subconsumo estão bem estabelecidos. No entanto, como Keynes demonstrou, havia uma falha de documentação e eles não formaram uma escola unificada, mas sim ideias heterodoxas relacionadas. Black, RDC (1967). "Parson Malthus, o General e o Capitão". The Economic Journal . 77 (305): 59–74. doi : 10.2307 / 2229348 . JSTOR  2229348.
A Escola de economistas de Birmingham argumentou uma teoria subconsumista de 1815, e alguns dos escritos do membro líder da escola, Thomas Attwood, continham formulações do efeito multiplicador e um modelo de receita-despesa.
Na Europa continental, Jean Charles Léonard de Sismondi propôs o subconsumo e a superprodução como causas do ciclo econômico, em seu “Nouveaux Principes d'économie politique” (1819), em um dos primeiros tratamentos sistemáticos dos ciclos econômicos. Apropriadamente, Sismondi discutiu crises econômicas periódicas, enquanto a noção de um ciclo foi concebida por Charles Dunoyer em sua reconciliação do trabalho de Sismondi com a economia clássica.

### Século XX - pré-Keynes
Uma teoria de subconsumo do ciclo econômico foi dada por John A. Hobson em seu “Industrial System” (1910).
William Trufant Foster e Waddill Catchings desenvolveram uma teoria de subconsumo na década de 1920 que se tornou altamente influente entre os formuladores de políticas. O argumento era que a intervenção governamental, especialmente os gastos com programas de obras públicas, era essencial para restaurar o equilíbrio entre produção e consumo. A teoria influenciou fortemente Herbert Hoover e Franklin D. Roosevelt a se envolver em projetos de obras públicas massivas.

## Legado
Hoje essas ideias, independentemente da origem, são agrupadas na academia sob a rubrica de "Economia Keynesiana", devido ao papel de Keynes em consolidá-las, elaborá-las e popularizá-las. O próprio Keynes discutiu especificamente o subconsumo em “Teoria Geral do Emprego, do Juro e da Moeda”. 

## Críticas
A teoria do subconsumo foi criticada por economistas clássicos como James Mill, Karl Marx (em sua teoria da crise), Engels e outros marxistas subsequentes.
Outra escola crítica foi a Austríaca  na qual no livro de Murray Rothbard, ele disserta que por mais que a demanda caia o mercado e os empresários conseguem se adaptar temporariamente até os níveis de demanda se arrumar, e faz uma crítica ácida a essa teoria. O subconsumo foi criticado por Adam Smith , que escreveu "O que é prudência na conduta de toda família privada dificilmente pode ser loucura na de um grande Reino", e com base na moralidade cristã.